# ロックリン (カリフォルニア州)
ロックリン（Rocklin）は、アメリカ合衆国カリフォルニア州のプレイサー郡にある都市。人口は7万1601人（2020年）。サクラメント大都市圏に含まれる。

## 歴史
ロックリンの歴史は採石場で働く労働者の集落として始まった。地名の「ロックリン」はこの採石場から来ている。1864年にセントラル・パシフィック鉄道の駅が開業し、石材を貨物列車で輸送できるようになった。1869年には最初の大陸横断鉄道が完成し、全米の鉄道網と連絡した。大陸横断鉄道の建設に参加した中国人の一部がロックリンに定住し土地を借りて野菜農園を始めた。しかし殺人事件を契機として人種差別的風潮が広まり全員が他の地域へ去っていった。1893年に町として法人化した。

## 交通
- ロックリンの主要幹線道路は州間高速道路80号線である。
- ロックリン駅にはアムトラックのキャピトル・コリドーが停車する。

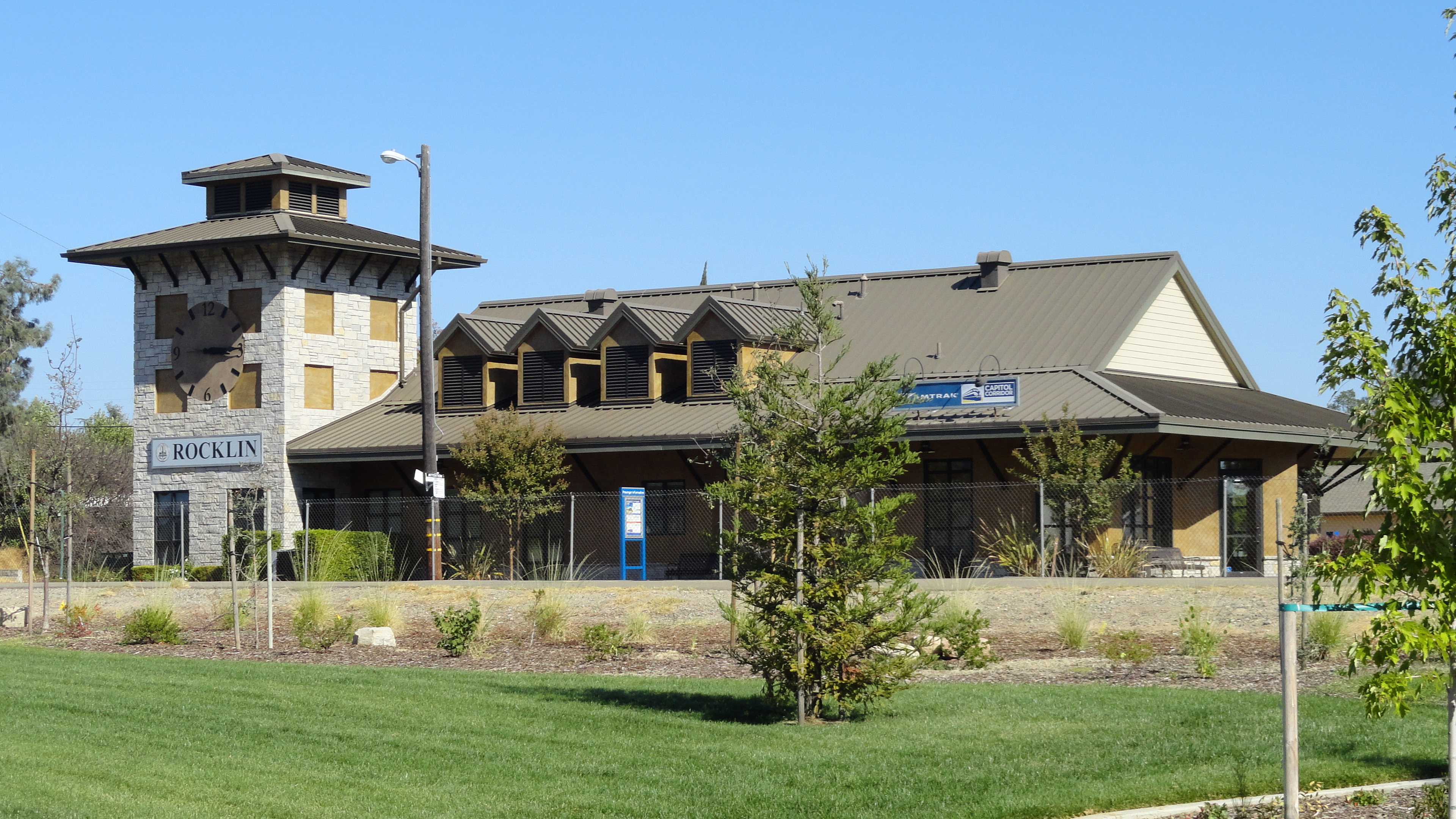
ロックリン駅

## 関係者
- ブランドン・アイユーク：アメリカンフットボール選手
- ローガン・ウェブ：野球選手